# Zugreihe
| - Geschwindigkeitstafeln - Vorsignal - Anfangssignal - Endsignal |
| Signalisation von mit verminderter Geschwindig- keit zu befahrenen Kurven: Die obere Geschwin- digkeitsangabe gilt für Züge der Zugreihen A und D, die untere für die Zugreihe R. |

| - Geschwindigkeitstafeln für Neigezüge - Vorsignal - Anfangssignal - Endsignal               |
| Die Kurvengeschwindigkeiten für Züge der Zug- reihe N werden mit runden Tafeln signalisiert. |

| - Geschwindigkeitstafeln Rhätische Bahn - Vorsignal - Anfangssignal - Endsignal |
| Die obere Geschwindigkeitsangabe auf der recht- eckigen Tafel gilt für Zugreihe A, die untere für Zugreihe R. Die Angabe auf der runden Tafel richtet sich an Züge der Zugreihe D. Sie wird angewendet, um gewisse Stahlbrücken älterer Bauart zu schonen. Fehlt die runde Tafel, gilt für die entsprechenden Züge die Geschwindigkeit der Zugreihe A. |

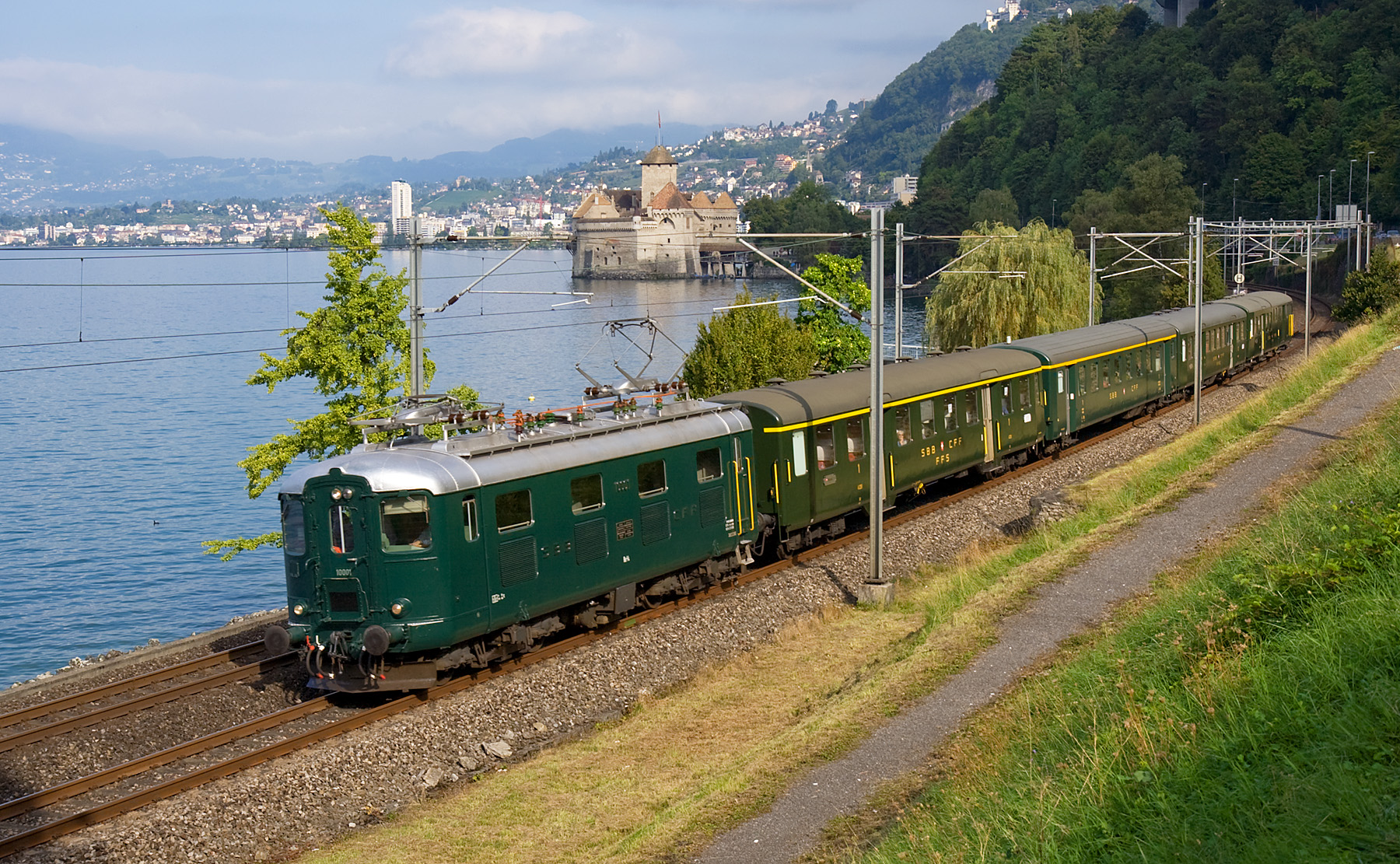
Die Städteschnellzüge wurden in den 1940er und 1950er Jahren von den Re 4/4 I geführt und verkehrten nach Zugreihe R. Historischer Zug mit Re 4/4 I, Leichtstahlwagen und einem Einheitswagen I beim Schloss Chillon.

Zugreihen definieren in der Schweiz, in Spanien und in Italien – in der Schweiz zusammen mit der Bremsreihe – die Höchstgeschwindigkeit und die Kurvengeschwindigkeit eines Zuges. Zugreihen hängen von der Zusammensetzung des Zuges ab und werden mit einem Grossbuchstaben angegeben.

## Schweiz

### Geschichte
Die Schweiz ist ein Land mit ausgesprochen vielen engen Gleisbögen. Um die Fahrzeiten zu verkürzen, hat man früh begonnen, die Kurvengeschwindigkeiten zu erhöhen. 1946 wurde die Zugreihe R mit um 5 km/h erhöhten Kurvengeschwindigkeiten eingeführt. Zugelassen waren die Triebwagen RFe 4/4, die Lokomotiven Re 4/4 I mit 14 Tonnen Achslast und später die Triebwagen RBe 4/4.
Dank seitengefederter Achsen und quergekuppelter Drehgestelle konnten später auch schwere Lokomotiven wie die Re 4/4 II für die Zugreihe R zugelassen werden. Deren Prototypen wurden zunächst mit der Bezeichnung Bo’Bo’ in Betrieb gesetzt. Erst auf Grund der an den Fahrzeugen vorgenommenen Messungen wurde die Zugreihe R zugestanden und die Lokomotiven endgültig als Re 4/4 II bezeichnet.
Obwohl die Einheitswagen III für den Einbau der Neigetechnik vorbereitet waren, verzichteten die SBB aus wirtschaftlichen Gründen auf das bogenschnelle Fahren. Es blieb bei einigen Versuchen, die zeigten, dass auf der Strecke Zürich – Genf eine Fahrzeitersparnis von etwa 15 Minuten möglich gewesen wäre. Erst zwei Jahrzehnte später kamen in der Schweiz fahrplanmässig Neigezüge zum Einsatz. Für die auf den Linien nach Mailand verkehrenden Cisalpino-Züge ETR 470 wurde die Zugreihe N eingeführt.

### Zugreihen bei Normalspurbahnen
- Seit dem Rückzug der Ae 6/6 aus dem Personenverkehr fahren alle Reisezüge auf dem SBB- und BLS-Netz nach Zugreihe R. Bei den Lokomotiven ist das R in der Regel in der Bezeichnung enthalten. Es gibt aber auch Güterwagen, die nach der Zugreihe R verkehren dürfen. Die Höchstgeschwindigkeit der Zugreihe R liegt abhängig von der Bremsreihe bei 160 km/h oder 250 km/h.

- Die Zugreihe A wird heute in der Regel bei Güterzügen verwendet. Züge nach Zugreihe A dürfen mit einer Höchstgeschwindigkeit von 120 km/h verkehren.

- Mit der Zugreihe D verkehren Güterzüge mit einer Achslast von über 20 bis zu 22,5 Tonnen. Diese Wagen dürfen nur auf Strecken verkehren, die für die Streckenklasse D zugelassen sind. In den Fahrdienstvorschriften gilt für die Zugreihe D eine Höchstgeschwindigkeit von 100 km/h.

- Für die Neigezüge RABDe 500, ETR 470 und ETR 610, mit denen auf ausgewählten Strecken höhere Kurvengeschwindigkeiten als mit der Zugreihe R gefahren werden können, ist die Zugreihe N bestimmt. Damit die zulässigen Gleisverschiebungskräfte nicht überschritten werden, haben Neigezüge eine verringerte Achslast von höchstens 16 Tonnen.[5]

- Auf dem Südnetz der Südostbahn[6] kommt die Zugreihe O zum Einsatz. Sie unterscheidet sich von der Zugreihe R durch die tiefere Umschaltgeschwindigkeit der R-Bremse.[7] So ergeben sich auf Steilstrecken mit 50 ‰ Neigung kürzere Bremswege, was eine höhere Fahrgeschwindigkeiten von 60 km/h erlaubt.[8]

Mit der Inbetriebnahme der Doppelstock-Intercityzüge, die mit einer Wank-Kompensation ausgerüstet sind, sollte eine neue Zugreihe W eingeführt werden. Die Wankkompensation verhindert, dass sich der Wagenkasten in Kurven nach aussen neigt und ermöglicht so erhöhte Kurvengeschwindigkeiten. Die Geschwindigkeit der Zugreihe W hätte zwischen denen der Zugreihen R und N liegen sollen.

### Rhätische Bahn
Bei der Rhätischen Bahn verkehren Züge, bei denen sämtliche Wagen höchstens 10 Tonnen Achslast haben – dazu gehören sämtliche Personenwagen – nach Zugreihe R. Zugreihe A ist für Züge mit Achslasten von über 10 Tonnen und Zugreihe D für Züge mit Achslasten von 12,6 bis 16 Tonnen bestimmt. Bei der Zugreihe D ist die Geschwindigkeit auf 60 km/h begrenzt. Auf der Strecke Chur – Arosa und der Berninabahn kommt die Zugreihe D nicht zum Einsatz, da dort die Achslast auf 12,5 Tonnen beschränkt ist.

## Spanien
Die Zugreihen in Spanien beginnen mit der Zugreihe «N» für normale Züge, womit ein Befahren der Strecke mit einer Seitenbeschleunigung von 0,65 m/s² gemeint ist. Sukzessive gibt es dann weitere, alphabetisch geordnete Zwischenschritte des bogenschnellen Fahrens bis zur Klasse «D» mit einer zulässigen Seitenbeschleunigung von 1,8 m/s². Dies entspricht in etwa der Schweizer Reihe «N».
| Spanische Zugreihe | unkompensierte Seitenbeschleunigung | Geschwindigkeitssteigerung gegenüber Reihe «N» | Beispiel           |
| ------------------ | ----------------------------------- | ---------------------------------------------- | ------------------ |
| N                  | 0,65 m/s²                           | –                                              | RENFE-Baureihe 440 |
| A                  | 1,0 m/s²                            | 10,7 %                                         | RENFE-Baureihe 599 |
| B                  | 1,2 m/s²                            | 16,2 %                                         | RENFE-Baureihe 130 |
| C                  | 1,5 m/s²                            | 24,5 %                                         | RENFE-Baureihe 490 |
| D                  | 1,8 m/s²                            | 32,1 %                                         | RENFE-Baureihe 598 |

## Italien
In Italien existieren die Zugreihen A, B, C und P.
- Zugreihe A: Zu dieser Zugreihe gehören alle Züge mit Rollmaterial mit einer Höchstgeschwindigkeit von unter 140 km/h, alle Güterzüge und alleinfahrende Loks.
- Zugreihe B: Zu dieser Zugreihe gehören alle Züge mit Rollmaterial mit einer Höchstgeschwindigkeit von 140 km/h oder mehr.
- Zugreihe C: Zu dieser Zugreihe gehören alle Züge mit Rollmaterial mit einer Höchstgeschwindigkeit mehr als 160 km/h.
- Zugreihe P: Zu dieser Zugreihe gehören alle Züge mit aktiver Wagenkastenneigung.

| Italienische Zugreihe | maximaler Ruck | Geschwindigkeitssteigerung gegenüber Reihe «A» |
| --------------------- | -------------- | ---------------------------------------------- |
| A                     | 0,25 m/s3      | —                                              |
| B                     | 0,35 m/s3      | max. 6 %                                       |
| C                     | 0,40 m/s3      | max. 11 %                                      |